# Al 'azi
Al'azi é um género de poesia cantada, tradicional do norte de Omã e dos Emirados Árabes Unidos.

## Em Omã
Praticado nas regiões do sul do Sultanato de Omã, o género poético cantado chamado Al'azi é uma das principais expressões da identidade cultural e musical omanita. Esta expressão assume a forma de uma competição poética pontuada por movimentos de espadas e passos, e também de trocas poéticas entre um poeta cantor e um coro. Neste evento pode participar um grande número de aldeões ou membros de uma tribo, guiados por um poeta que recita composições, tanto improvisadas como memorizadas, em árabe. Os intérpretes devem permanecer atentos à história e aos seus movimentos para responder com movimentos e respostas apropriados. Os poemas expressam o orgulho de pertencer à comunidade e podem fazer o panegírico da tribo e das pessoas importantes, ou elogiar certos momentos históricos.
Este elemento de herança cultural não só enriquece a herança cultural e intelectual da comunidade graças à reinvenção criativa dos poemas, mas também desempenha um papel importante na conservação da memória oral dos seus membros. Também promove a unidade e comunicação entre os membros da sociedade e destaca a necessidade de superar as divergências que surgem entre eles. O género poético Al'azi é representado em todos os eventos nacionais e importantes porque é uma fonte de orgulho para a sociedade e um emblema da sua unidade e força. Atualmente, existem mais de cem grupos que a praticam.
A UNESCO inscreveu o «Al'azi: elegia, marcha processional e poesia» em 2012 na Lista Representativa do Património Cultural Imaterial da Humanidade.

## Nos Emirados Árabes Unidos
O recital de poesia tradicional "Al-Azi" é realizado em grupo, sem instrumentos musicais ou mesmo percussão. Consiste em recitar poemas em versos rimados, inspirados na popular coleção poética, às vezes intercalando ditos e máximas. Os depositários e praticantes deste elemento patrimonial são o poeta, o recitador, o coro e o público.
Esta prática cultural consolida os vínculos entre os membros das comunidades e está relacionada com práticas e conhecimentos relacionados com a natureza. Até meados do século XX, estes recitais eram realizados regularmente nas comunidades, mas a sua frequência diminuiu gradualmente. O desenvolvimento económico do país levou milhares de habitantes a emigrar do deserto para as cidades e, entre 1970 e 1990, as populações começaram a abandonar os empregos nos setores tradicionais de atividade, deixando de lado as práticas culturais e artísticas a elas associadas. Outro fator que influenciou significativamente o declínio dessas práticas foi a substituição de normas tribais tradicionais por leis estaduais. Nos últimos 20 anos, o número de poetas diminuiu em proporções consideráveis. Apesar desses problemas, a prática de "Al-Azi" foi salva da extinção graças aos esforços de pessoas criativas e alguns grupos de artistas tradicionais. Nos últimos anos, as representações deste elemento do património cultural foram revitalizadas. Graças a sua integração em eventos de ressonância nacional, a uma encenação muito bem-sucedida e a ampla cobertura jornalística, este tipo de recitais conseguiu atrair novamente uma grande audiência. Tudo isso encorajou um maior número de poetas a compor poemas para este tipo de recitais.
A UNESCO inscreveu o «Al-Azi: representação de poemas de louvor, orgulho e integridade moral» em 2017 na lista do Património Cultural Imaterial da Humanidade a necessitar de medidas urgentes de salvaguarda.